# Pugwash Conferences on Science and World Affairs
De Pugwash Conferences on Science and World Affairs is een internationale organisatie die geleerden en publieke figuren samenbrengt om het aantal gewapende conflicten terug te dringen en oplossingen te vinden voor bedreigingen van de wereldvrede. De organisatie werd in 1957 opgericht door Józef Rotblat en Bertrand Russell in de Canadese stad Pugwash, naar aanleiding van het Russell–Einsteinmanifest.
In 1995 won de groep de Nobelprijs voor de Vrede voor zijn inspanningen op het gebied van ontmanteling van kernwapens, zoals het Russell-Einsteinmanifest in 1955 voorstond.

## Oorsprong
Het Russell-Einsteinmanifest, dat op 9 juli 1955 werd uitgebracht, riep op tot een conferentie van wetenschappers om de gevaren van massavernietigingswapens te onderzoeken. De Canadese industrieel Cyrus Eaton, die Russell al sinds 1938 kende, bood aan deze conferentie dat jaar te financieren in zijn geboorteplaats Pugwash. Deze uitnodiging werd aanvankelijk afgeslagen omdat er al een bijeenkomst voorzien was in India, op uitnodiging van Premier Jawaharlal Nehru. Door de Suezcrisis werd deze conferentie echter uitgesteld. Aristoteles Onassis bood daarom aan om de conferentie te organiseren in Monaco, maar dit werd afgeslagen. Daarom werd Eatons uitnodiging alsnog aanvaard.
De eerste conferentie vond plaats in juli 1957 en werd georganiseerd door Józef Rotblat. 22 wetenschappers waren aanwezig op deze eerste conferentie:
- Zeven uit de Verenigde Staten (David F. Cavers, Paul Doty, Herman Muller, Eugene Rabinowitch, Walter Selove, Leó Szilárd, Victor F. Weisskopf)
- Drie uit de Sovjet-Unie (Alexander M. Kuzin, Dmitri V. Skobeltzyn, Alexander V. Topchiev)
- Drie uit Japan (Iwao Ogawa, Shinichiro Tomonaga, Hideki Yukawa)
- Twee uit het Verenigd Koninkrijk (Cecil Powell, Józef Rotblat)
- Twee uit Canada (George Brock Chisholm, John S. Foster)
- Een uit Australië (Mark L. E. Oliphant), Oostenrijk (Hans Thirring), China (Chou Pei-Yuan), Frankrijk (Antoine M. B. Lacassagne) en Polen (Marian Danysz).

Cyrus Eaton, Eric Burhop, die door Eaton was uitgenodigd, en Vladimir Pavlichenko waren ook aanwezig. Veel anderen waren echter niet in staat te komen, waaronder mede-organisator Bertrand Russell.

## Organisatiestructuur
De organisatie kent een president, secretaris-generaal en uitvoerend directeur. Beslissingen worden genomen door de Pugwashraad, die 28 leden telt. Verder is er een zes leden tellend comité dat de secretaris-generaal bijstaat. De huidige president is Jayantha Dhanapala.
De organisatie heeft vier kantoren, namelijk in Rome, Londen, Genève en Washington D.C.. Deze ondersteunen de activiteiten van de organisatie, en dienen als aanspreekpunt voor de Verenigde Naties en andere internationale organisaties. Er zijn meer dan 40 nationale Pugwashgroepen, die vaak zijn georganiseerd als afzonderlijke organisaties.

## Bijdragen aan internationale veiligheid
In de eerste 15 jaar dat de organisatie bestond, waren de Berlijncrisis, de Cubacrisis, de Warschaupact-invasie van Tsjecho-Slowakije en de Vietnamoorlog de belangrijkste aandachtspunten. Pugwash speelde een rol bij het opzetten van communicatiekanalen in politiek lastige periodes. Tevens deed de organisatie werk achter de schermen voor de Partial Test Ban Treaty (1963), het Non-proliferatieverdrag (1968), het ABM-verdrag (1972), het verdrag biologische wapens (1972) en het verdrag chemische wapens (1993). Michail Gorbatsjov erkende tijdens zijn periode als leider van de Sovjet-Unie de invloed die de organisatie had.
Toen de politieke spanningen afnamen en er meer onofficiële communicatie kwam, werd de invloed van Pugwash minder. De organisatie speelt echter nog steeds een belangrijke rol bij het toezicht op wapens, zoals de Europese Nucleaire ontwapening, chemische en biologische wapens en ruimtewapens. Tevens zet de organisatie zich in voor de derde wereld.

### Video
- April 2007 Youtube video Canadian Pugwash Group Press Conference (1 of 3)

1901: Dunant, Passy ·
1902: Ducommun, Gobat ·
1903: Cremer ·
1904: Institut de Droit International ·
1905: Von Suttner ·
1906: Roosevelt ·
1907: Moneta, Renault ·
1908: Arnoldson, Bajer ·
1909: Beernaert, Balluet d'Estournelles de Constant ·
1910: IPB ·
1911: Asser, Fried ·
1912: Root ·
1913: La Fontaine ·
1917: ICRC ·
1919: Wilson ·
1920: Bourgeois ·
1921: Branting, Lange ·
1922: Nansen ·
1925: Chamberlain, Dawes ·
1926: Briand, Stresemann ·
1927: Buisson, Quidde ·
1929: Kellogg ·
1930: Söderblom ·
1931: Addams, Butler ·
1933: Angell ·
1934: Henderson ·
1935: Von Ossietzky ·
1936: Lamas ·
1937: Cecil ·
1938: Office international Nansen pour les réfugiés ·
1944: ICRC ·
1945: Hull ·
1946: Balch, Mott ·
1947: Friends Service Council, American Friends Service Committee ·
1949: Orr ·
1950: Bunche ·
1951: Jouhaux ·
1952: Schweitzer ·
1953: Marshall ·
1954: Hoog Commissariaat voor de Vluchtelingen (UNHCR) ·
1957: Pearson ·
1958: Pire ·
1959: Noel-Baker ·
1960: Luthuli ·
1961: Hammarskjöld ·
1962: Pauling ·
1963: ICRC, IFRC ·
1964: King ·
1965: UNICEF ·
1968: Cassin ·
1969: Internationale Arbeidsorganisatie ·
1970: Borlaug ·
1971: Brandt ·
1973: Kissinger, Lê Đức Thọ ·
1974: MacBride, Satō ·
1975: Sacharov ·
1976: Williams, Corrigan ·
1977: Amnesty International ·
1978: Sadat, Begin ·
1979: Moeder Teresa ·
1980: Esquivel ·
1981: Hoog Commissariaat voor de Vluchtelingen (UNHCR) ·
1982: Myrdal, Robles ·
1983: Wałęsa ·
1984: Tutu ·
1985: IPPNW ·
1986: Wiesel ·
1987: Arias ·
1988: VN-vredesmacht ·
1989: Gyatso ·
1990: Gorbatsjov ·
1991: Suu Kyi ·
1992: Menchú ·
1993: Mandela, De Klerk ·
1994: Arafat, Peres, Rabin ·
1995: Rotblat, Pugwash Conferences on Science and World Affairs ·
1996: Ximenes Belo, Ramos-Horta ·
1997: ICBL, Williams ·
1998: Hume, Trimble ·
1999: AzG ·
2000: Dae-jung ·
2001: VN, Annan ·
2002: Carter ·
2003: Ebadi ·
2004: Maathai ·
2005: IAEA, El-Baradei ·
2006: Grameen Bank, Yunus ·
2007: Gore, IPCC ·
2008: Ahtisaari ·
2009: Obama ·
2010: Liu ·
2011: Johnson Sirleaf, Gbowee, Karman ·
2012: Europese Unie ·
2013: OPCW ·
2014: Satyarthi, Yousafzai ·
2015: Kwartet voor Nationale Dialoog in Tunesië ·
2016: Santos ·
2017: ICAN ·
2018: Mukwege, Murad Basee ·
2019: Ahmed ·
2020: Wereldvoedselprogramma ·
2021: Ressa, Moeratov ·
2022: Bjaljazki, Memorial, Centrum voor Burgerlijke Vrijheden ·
2023: Mohammadi ·
2024: Nihon Hidankyo